# ハッカースペース

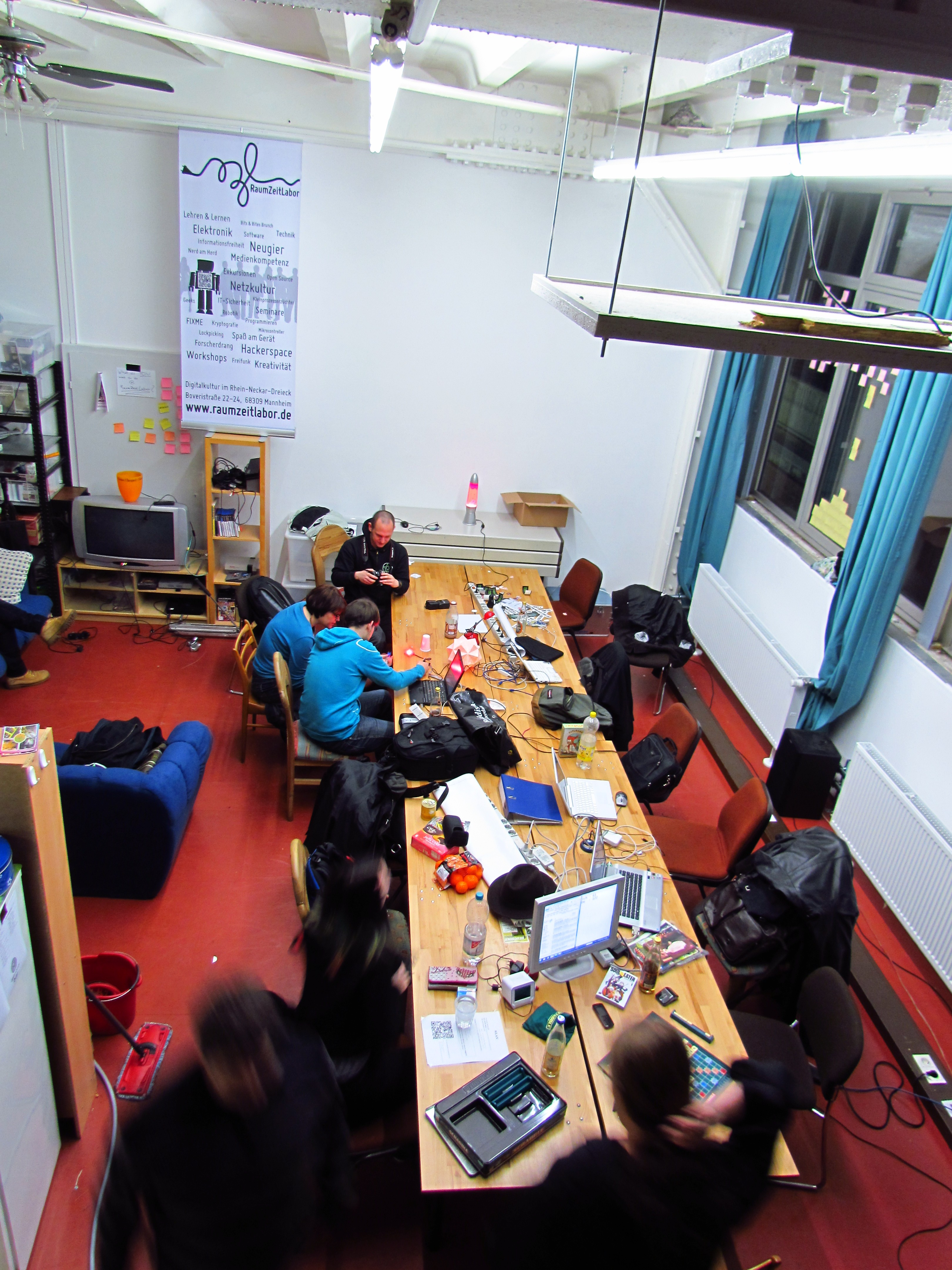
ドイツの ハッカースペース (RaumZeitLabor)

ハッカースペース （ハックラボ（hacklab）やメーカースペース（makerspace）、またはハックスペース（hackspace）とも呼ばれる）はコミュニティとして運営するワークスペースで、多くの場合はコンピューターやテクノロジー、科学、デジタルアートまたはエレクトロニックアートなどに対して共通に興味を持つ人々が出会い、ソサイエティ（社会）を形成したりコラボレーション（協働）したりすることが出来る場所である。

## 活動
ハッカースペースはマシンショップやワークショップまたはスタジオといった要素を含み、ハッカー達が共に来て資源や知識を共有し何かを構築し作り上げる（Build and Make）事ができるオープンコミュニティラボであるとみなすことができる。
多くのハッカースペースが、自由ソフトウェアやオープンソースハードウェア、そして代替媒体（Alternative media）といったものの利用や開発に参加している。
ハッカースペースはよくインフォショップやソーシャルセンター、成人教育施設、公立学校、または大学キャンパスといった場所にて設立されるが、より多くの部屋が必要になった場合は工場や倉庫といった場所に移転することができる。
おそらくen:C-base が最も印象的な例であるが、1990年代のドイツのカオス・コンピュータ・クラブ（CCC）の活動範囲においてオープン・メンバーシップを持つハッカースペースが一般的になった。
しかしながら、当初このコンセプトの導入はドイツ国内の1ダースにも満たないハッカースペースのみに限られており、そしてまた国境を超えての広がりを見せてもいなかった。原因としては殆どの場合において、小規模なグループにとってはCCCのような大きな組織のサポートが無いと初期設立コストが高額過ぎて賄いきれない為であった。
2006年、ポール・ボームはオーストリアのウィーンでMetalabを設立する為にStreet Performer Protocol に基づく資金調達戦略を打ち出し、その後にMetalabの設立ディレクターに就任した。また、彼と仲間たちは2007年にHackerspaces.orgという多くのハッカースペースをリスト管理するコミュニティを開始し、ハッカースペースをどのように設立し、また運用すればよいかをドキュメント化した。2012年時点では、全世界にアクティブなハッカースペースが推定700〜1,100個ほど存在し、更に増え続けている。
ごく最近登場したクラウドファンディングのKickstarterは、ハッカースペースをより多くの観衆の手の届く位置に設立するために必要となるツールである。現在、このツールの使用例としてはビラル・ガリブによるものがある。彼は以前にハッカースペースのドキュメンタリーに取り組んだり、他に中東へハッカースペースのコンセプトを持ち込んだりした。

## 役割

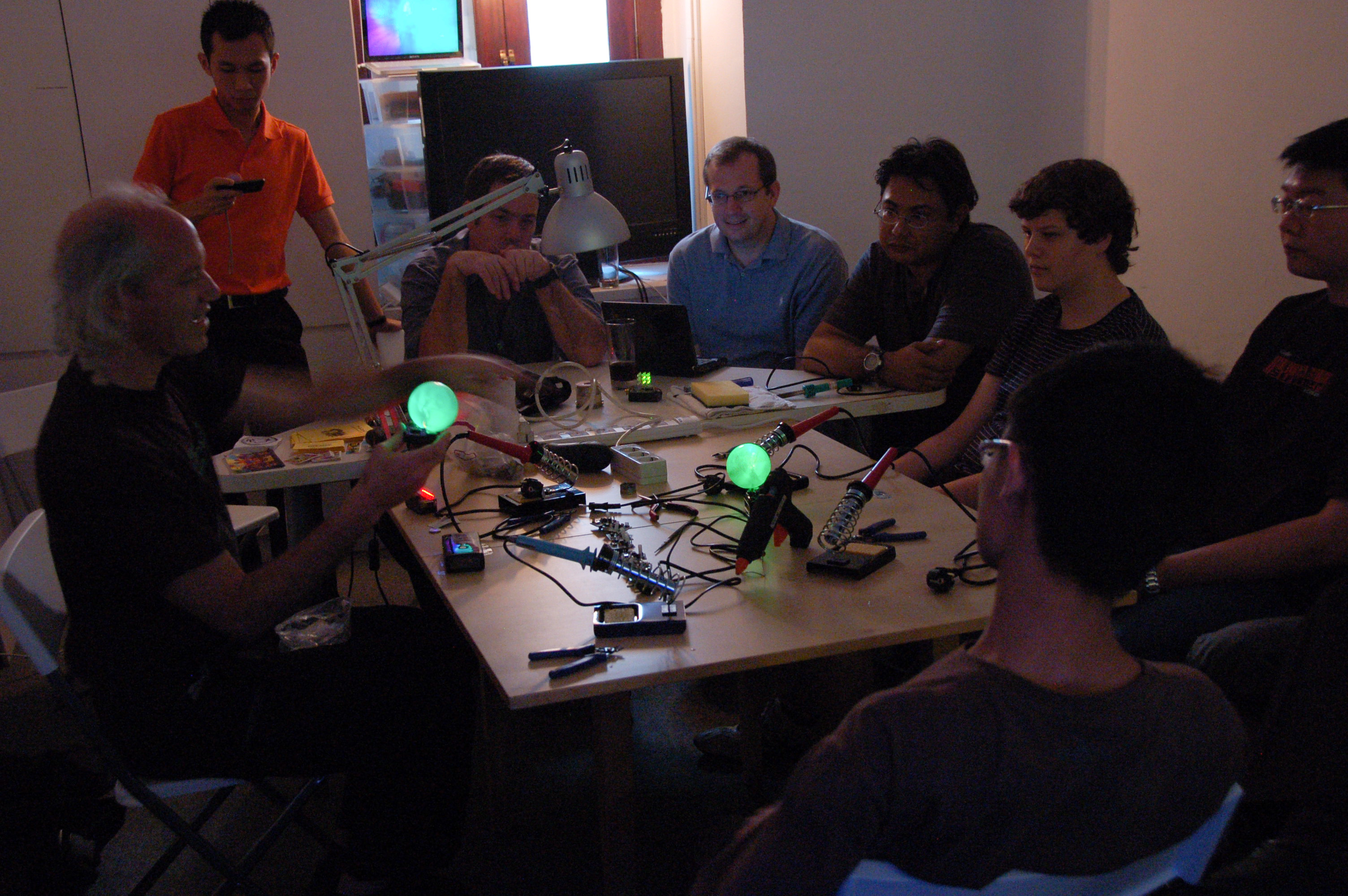
HackerspaceSG（シンガポール）でのワークショップ

ハッカースペースで行われる活動は、その場所毎によって違う。 基本的にハッカースペースとは情報共有の場として、ワークショップやプレゼンテーション、講義を行っている。その延長として、会員に対しゲーム・ナイトやパーティーといった社交の場を提供することも多い。典型的なハッカースペースでは、会員が独自のプロジェクトを行ったり、他の人とプロジェクトを進めたりするための場所が提供される。コンピュータ・ツールや工作用具を貸し出すサービスを行っている場合もある。
会員がプロジェクトを完遂するための場所であるため、ハッカースペースにおいて一番大切とされるものがその施設設備である。場所自体に加えて、基本的にどのハッカースペースでも電源、コンピュータ・サーバ、インターネット接続は提供される。よりハイグレードなハッカースペースなら、工具、音響機器、プロジェクタ、ゲーム機、電子回路（オシロスコープやピックアップなど）、ハッキング用の電子部品や材料、その他エレクトロニクス系のものなどを作ったりするのに必要なものが提供されていてもおかしくはない。中には食料を保管する場所と調理用具を用意し、料理講座を開くハッカースペースもある。裁縫、工作、美術用の道具などは全て、ハッカースペースの多くにおいて大事なものとなっている。

## 組織

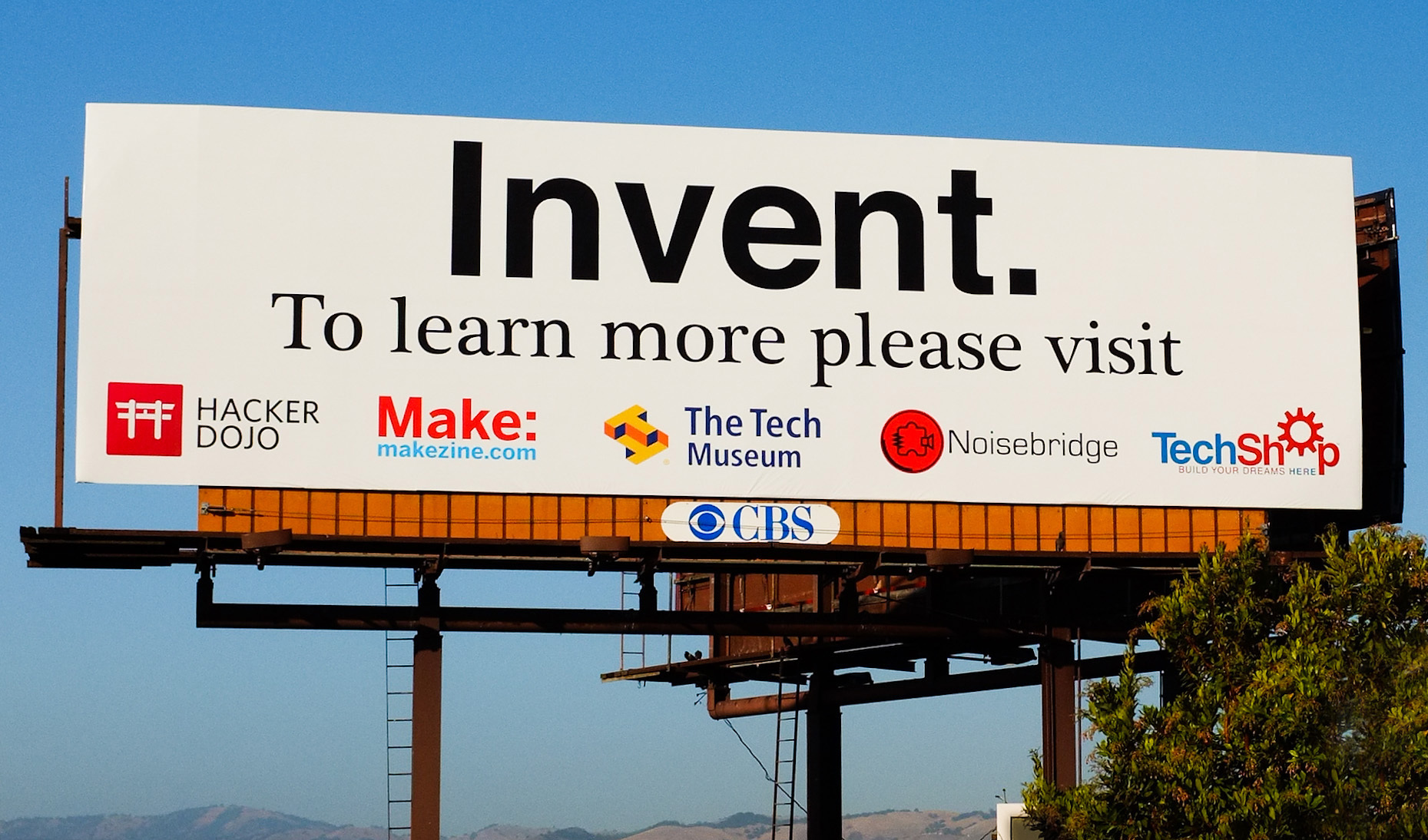
Information billboard

ハッカースペースの性格は、会員が決める。組織としては、運営を行う役員は会員の中から特に活発に活動に参加しているという理由で選抜されている場合が多い。選抜役員は一定期間役割を果たす中で、新しい機器の購入、新メンバーの採用、方針決定、安全基準の遵守、その他などを行う。
ハッカースペースの主な収入は普通会員から徴収する会員費だが、外部からのスポンサーを受け付けている場合もある。アメリカにあるもののいくつかは 501(c)3 ステータス（もしくはそれと同等の法的状態）を持ち、またいくつかは免税のステータスを持っているものもある。大学主催のハッカースペースにおいては会費を取るようなことはせず、利用を主に学生、スタッフ、卒業生などに限るが、普通他のハッカースペースからの客の訪問は受け入れられる。いくつかのハッカースペースでは、特に家計の厳しい会員に関しては会費の代わりにボランティア活動をすることで会員として認める場合がある。他に、一般市民が様々な機器等を売り買いすることのできる、テック系のフリーマーケットを主催することで収入を得る場合もある。
街や国境を越えて、似たような団体からの訪問客を歓迎しようという緩い風習がある。そのように様々なアイデア、スキル、知識の自由な交換をすることはハッカースペースにおいて推奨され、特にその風習はビルド・ナイト、もしくはオープンハウスデイズと呼ばれる定期的に開かれるハッカースペースでの集会にでは顕著にあらわれる。

## 課題
2009年に起こったハッカースペースのコミュニティーにおける排他主義と包摂主義に関する議論で、Johannes Grenxfurthner と Frank Apunkt Schneider はこれについてパンフレットを出版した。
この議論は現在進行中である。
ハッカースペースはそこで行われる活動の内容の特殊性から、建築基準やその他設計の制限に抵触することがある。アメリカニューハンプシュア州のナシュアに位置する新しく出来たハッカースペースは、検閲後に市によって一度閉鎖された。問題は、大量の熱と排気にあった。建築に対策を施したあとで再開された。

## 有名なハッカースペース
わかりやすいディレクトリは hackerspaces.org の wiki で管理されている。その他の著名な例は、Hackerspace を参照のこと。
月日とともにハッカースペースはそのメンバー数、運営予算、地元メディアの注目を大きく伸ばした。多くは近隣地にまた別のハッカースペースを設立するのを援助した。
ベルリンのc-base （1995年設立）は世界で初めて独立した、学校、大学、会社などと併設されていないハッカースペースのうちのひとつとして認知されている。Wired の記述によると ”European groups, particularly in Germany, have a long tradition of this kind of activity" （訳：ヨーロッパ内のグループ、特にドイツでは、このような活動の歴史が長い）。ドイツ内で他に知られているハッカースペースは RaumZeitLabor で、Trollcon の主催をしている。
2006年に設立した Metalab は、主に資金調達の方法のパイオニアとされ、これによってハッカースペースというコンセプトが広まることとなった。
TechShop は初めてのチェーン展開した商業ハッカースペースである。2006年10月に開業した。2012年現在、アメリカ合衆国内において6つの TechShop が展開している：内3つはカリフォルニア州、残りはそれぞれノースカロライナ州、ミシガン州、テキサス州に1つずつである。テキサス州の TechShop はロウズの住宅リフォームチェーンとパートナーシップ契約を結んでいる。
2007年8月、北アメリカ出身のハッカーたちがヨーロッパへ「ヨーロッパの’ハッカースペース’のポテンシャルから何かを感じ取るため （"to get a sense for the potential of European 'hackerspaces'"）」訪れ、帰国に際して、NYC Resistor と HacDC が2007年終わりごろに設立された。その後 Noisebridge が2008年秋に設立した。
トーキョーハッカースペース（Tokyo HackerSpace）は2009年に設立された。 ここでは福島第一原子力発電所事故後にSafecast.org (電離放射線モニタリングの為のグローバルなオープンデータネットワーク) がプロトタイピングを用いた試行によって生み出された。
MakerSpaces もまたアメリカ合衆国内の公立学校へ進出し始めた。最初に本物の MakerSpace を開設した高校はカリフォルニア州セバストポルに位置し、また現在中学校もこのトレンドを追うようになってきている。バージニア州フェアファックスのホワイト・ヒル中学校は現在自分たちのための MakerSpace を開設し、”Makers and Hackers" （訳：創造者とハッカー）という授業も開講している。